# De gek op de heuvel (boek)
De gek op de heuvel is een roman van de Belgische auteur Koen Vermeiren uit 1993.

## Inhoud
Het verhaal volgt Erik Taelman, een leerkracht Nederlands die aan zijn doctoraatsthesis werkt en een relatie heeft met de net gescheiden Inge. Inges 6-jarige zoon Bennie uit het vorig huwelijk is autistisch, iets waar Erik niet mee om kan gaan.
De titel ontleent zich aan het nummer The Fool on the Hill van The Beatles.

## Bewerkingen
In 1999 maakte Vermeiren een theaterbewerking van zijn boek, onder dezelfde titel. In 2006 verscheen een filmbewerking, ook onder de titel De gek op de heuvel. De hoofdrollen werden vertolkt door Lucas Van den Eynde, Elise Bundervoet en nieuwkomer Ief Dams.